# Inchebroux
Inchebroux is een gehucht in de gemeente Chaumont-Gistoux in de Belgische provincie Waals-Brabant.
Het gehucht ligt in het noorden van deelgemeente Chaument-Gistoux zelf, tegen de grens met Dion-le-Mont en Bonlez, meer dan een halve kilometer ten noorden van het centrum van Gistoux.

## Geschiedenis
De Ferrariskaart uit de jaren 1770 toont hier reeds bebouwing, maar geeft geen plaatsnaam. Op de Atlas der Buurtwegen uit 1841 is de plaats aangeduid als het gehucht Inchebroux.
In 1831 werd er een watermolen opgetrokken op de Train, de Moulin Fontaine of Moulin d'Inchebroux.

## Bezienswaardigheden
- De Moulin d'Inchebroux is een watermolen op de Train.[1]

Deelgemeenten: Bonlez · Chaumont-Gistoux · Corroy-le-Grand · Dion-le-Mont · Dion-le-Val · Longueville

Overige plaatsen: Arnelle · Bas-Bonlez · Brocsous · Les Bruyères · Champtaine · Chaumont · Gistoux · Grippelotte · Inchebroux · Laid Burniau · Louvrange · Manypré · Ocquière · Roblet · Somville · Vieusart

Belgische gemeenten · Arrondissement Nijvel · Waals-Brabant · Wallonië